# Vladimir al II-lea Monomahul
Vladimir al II-lea Monomahul (în Slavă Estică Veche: Володимѣръ Мономахъ, Volodimer Monomakh; în rusă Владимир Мономах; în ucraineană Володимир Мономах; nume creștin: Vasili sau Basileios; n. 1053, Pereiaslav, Cnezatul Pereiaslav, Rusia Kieveană – d. 19 mai 1125, Kiev, Rusia Kieveană) a domnit ca mare principe a Rusiei Kieveane din 1113 până în 1125. Este considerat un sfânt în Biserica Ortodoxă și este sărbătorit pe 6 mai.